# Phyllomys lamarum
Phyllomys lamarum es una especie de roedor de la familia Echimyidae.

## Distribución Geográfica
Es  endémica de Brasil, donde se encuentra desde  Paraíba hasta Minas Gerais.